# Arcelor Mittal
ArcelorMittal S.A. (NYSE: MT) är en luxemburgsk multinationell stålproducent som rankas som världens största i sin bransch med en årsproduktion på 93,6 miljoner ton för år 2012. Företaget bildades 2006 genom en sammanslagning av den franska stålproducenten Arcelor S.A. och indiska Mittal Steel Company, där Mittal Steel stod som formell köpare. Köpeskillingen rapporterades vara 26,9 miljarder euro. Den indiska multimiljardären Lakshmi Mittal kontrollerar företaget med sina 40 procent.